# ولدت هناك ولدت هنا (رواية)
ولدت هناك، ولدت هنا رواية إصدار عام 2009 للكاتب والشاعر مريد البرغوثي. وهي رواية تصف رحلة الكاتب مع ابنه تميم عندما اصطحبه لأول مرة عند زيارة فلسطين، موطنه الأم، وتعد الرواية جزءًا ثانيًا لرواية رأيت رام الله. وقد ترجمت الرواية للإنجليزية في لندن عن دار نشر «بلومز برى» عام 2012.

## اقتباسات من الرواية
- كيف تنعس أمة بأكملها؟ كيف غفلنا إلى ذلك الحدّ.. إلى هذا الحدّ.. بحيث أصبح وطننا وطنهم؟
- يختلف الناس في سر القهوة وتختلف آراؤهم:

الرائحة، اللون، المذاق، القوام، الخلطة، الهال، درجة التحميص، شكل الفنجان، وغير ذلك من الصفات. أما أنا فأرى أنه التوقيت!. أعظم ما في القهوة التوقيت، أن تجدها في يدك فور أن تتمناها. فمن أجمل أناقات العيش، تلك اللحظة التي يتحول فيها «تَرَف» صغير إلى «ضرورة».
والقهوة يجب أن يقدمها لك شخص ما. القهوة كالورد، فالورد يقدمه لك سواك، ولا أحد يقدم وردا لنفسه.
- بعض الأوطان هكذا:

الدخول إليه صعب، الخروج منه صعب
البقاء فيه صعب وليس لك وطن سواه
- أكثر مايفزعني أن نعتاد الموت، كأنه حصة وحيدة أو نتيجة محتومة علينا توقعها في كل مواجهة

## وصلات خارجية
- ولدت هناك.. ولدت هنا المصدر: الأهرام اليومى
- مريد البرغوثى عشت هناك.. عشت هنا
- صدور الطبعة الإنجليزية لكتاب مريد البرغوثى «ولدت هناك..ولدت هنا»
- I Was Born There, I Was Born Here by Mourid Barghouti, translated by Humphrey Davies - review
- صفحة كتاب ولدت هناك ولدت هنا على موقع أبجد
- نسخة إلكترونية من كتاب ولدت هناك ولدت هنا